# ガンマー第3号 宇宙大作戦
『ガンマー第3号 宇宙大作戦』（ガンマーだい3ごう うちゅうだいさくせん、GAMMA3 or The Green Slime ）は、1968年の日米合作SF特撮映画。メトロカラー、パナビジョン、77分（日本公開版）、90分（米国公開版）。製作 ： 東映、メトロ・ゴールドウィン・メイヤー、ラム・フィルム。
公開当時のポスターや書籍では『ガンマ第3号 宇宙大作戦』と表記しているものもある。

## 解説
東映が1966年の映画『海底大戦争』に続き、アメリカの映画会社ラム・フィルムとタッグを組んだSF特撮映画。本作ではハリウッドの大手映画会社メトロ・ゴールドウィン・メイヤー（MGM）も製作に関わっている。『海底大戦争』は主演の千葉真一を始め日米キャスト混合で製作されたが、本作の日本人はスタッフのみで、キャストは全て外国人で作劇され、監督は深作欣二・田口勝彦の共同で演出された。ヒロインのルチアナ・パルッツィは英米合作映画『007 サンダーボール作戦』にも出演している。日本では吹き替え版で公開された。
特撮は渡辺明らが1966年に創設した「日本特撮映画株式会社」が担当。同社は他社でも『大巨獣ガッパ』（日活）、『宇宙大怪獣ギララ』・『吸血髑髏船』・『昆虫大戦争』（松竹）といった特撮映画を担当している。宇宙怪物「フローラ」の鳴き声は、同じく東映テレビ部制作の『キャプテンウルトラ』に登場する「金属人間メタリノーム」の鳴き声の流用である。また、本作冒頭で会議室に掛けられている絵も、『キャプテンウルトラ』オープニングのイラストを流用している。
日本では1968年12月8日に東映ちびっ子まつりのプログラムの一つとして公開された。同時上映は『ピノキオの宇宙大冒険』、『河童の三平 妖怪大作戦』、『人のくらしの百万年 マニ・マニ・マーチ』。
クエンティン・タランティーノは本作のファンで、来日時に深作欣二と対面した折、サインをもらうために用意していたのが本作のレーザーディスクであったという。

## ストーリー
地球への衝突コースをたどる質量600万トンの二等遊星が発見され、フローラと名づけられた。フローラを爆破するためにUNSC（国連宇宙センター）の宇宙ステーション・ガンマー3号から爆破隊が発進した。
フローラの爆破には成功したものの、基地に戻る宇宙船には謎の宇宙生命体が侵入していた。電気エネルギーを吸収して成長し、緑色の体液から増殖する怪物の群れに、密室と化したガンマー3号の乗組員たちはパニックに陥る。そんな中、フローラ爆破任務の指揮を執ったランキン中佐は、かつてコンビを組んでいたガンマー3号指揮官・エリオット少佐と共に、怪物の増殖を抑えるため決死の作戦を遂行する。

## 用語

### フローラ
緑色の粘液の状態で遊星フローラに生息していた地球外生命体。人間と同じくらいの大きさで、単眼と2本の触手を持つ。電気をエネルギー元としており、触手からの放電という形で攻撃手段としても用いている。その細胞は極めて高い増殖・再生能力を有しており、僅かな体液からでも分裂による無性生殖を行う事が可能。
遊星フローラ上でハルパーソン博士の宇宙服に付着した粘液がガンマー3号に持ち込まれ、ガンマー3号内部に出現。その後、銃撃によって飛散した体液から大量に増殖し、最終的にはガンマー3号を占拠した。

### 登場メカニック
劇中で名称が明言されていないものは、緑商会から発売されていたプラモデルの商品名を用いている。
ガンマー第3号
UNSCが運用している宇宙ステーション。責任者はエリオット中佐。劇中では専ら「ガンマー3号」と呼ばれている。形状はドーナツ型で、円の四方にA～Dまでの球形ブロックを有し、それぞれに司令センターやロケットの格納庫が設置されている。また、軸部分には太陽反射鏡や姿勢変更用のロケットエンジンを装備している。遊星フローラ爆破作戦の作戦基地として使用されるが、フローラの侵入を受けて収拾不可能な事態に陥り放棄。大気圏に突入し、処分された。
サテライト1号 / 4号
UNSCの金星探査機。名称のみの登場。
宇宙ロケット
地球と宇宙ステーションの間の往還に使用されるUNSCの単段式ロケット。大気圏離脱時には切り離し式の4基のブースターを使用する。フローラ爆破作戦のためにガンマー3号へと向かうランキン中佐たちを乗せ、ケネディ宇宙センターから打ち上げられた。
ロケット戦車
ガンマー3号に搭載されている小型宇宙船。推進装置はイオン・ドライブで、ミサイル（劇中未使用）と防護シールドを装備。また、機体下部にエアロックや二対の履帯を有している他、アームを有する作業用の小型探査車を船内に2両搭載している。300メガトンの核爆弾3発を搭載し、フローラの爆破へと赴いた。
モニターカー
ガンマー3号の内部で巡回などに使用されている小型車両。3人乗りで、その名の通り後部座席に監視モニターを有している。劇中では6号までの存在が確認できる。また、同種の車両として3基のサーチライトを有するサーチライトカーも登場している。
宇宙船
ガンマー3号に3機が搭載されている小型宇宙船。形状は航空機に近く、両翼と機首に垂直離着陸用と思われるリフトファンを有している。放棄されるガンマー3号からの脱出に使用された。

## スタッフ
※日本版と海外版では、スタッフクレジットが異なる。
- 監督：深作欣二、田口勝彦[4]
- 脚本：金子武郎[4]、トム・ロー、チャールズ・シンクレア[1]、ウィリアム・フィンガー[1]
- 原案：アイヴァン・ライナー[1]
- 企画：アイヴァン・ライナー、ウイリアム・ロス[6]、扇沢要[4]、太田浩児[4]、ウォルター・マンリー[1]
- 撮影：山沢義一[4]
- 録音：渡辺義夫[4]
- 照明：梅谷茂[4]
- 美術：江野慎一
- 音楽：津島利章、チャールズ・フォックス[1]
- 編集：田中修[4]
- 助監督：山口和彦[4]
- 進行主任：阿部征司[4]
- 装置：松野大三郎[4]
- 装飾：武井正二[4]
- 記録：山之内康代、ジャクリーン・ヴァーニス[1]
- 特撮：日本特撮映画株式会社（渡辺明[1]、真野田幸雄[1]）
- 現像：東映化学工業株式会社
- 日本語版協力：テアトル・エコー

## キャスト
以下の順番は本編クレジットに準拠。
- ジャッキ・ランキン中佐（声：納谷悟朗）：ロバート・ホートン (Robert Hortonen)
- ヴィンス・エリオット少佐（声：村越伊知郎）：リチャード・ジャッケル (Richard Jaeckel)
- ルイズ・ベンスン女医（声：北浜晴子）：ルチアナ・パルッツィ (Luciana Paluzzi)
- ジョナサン・トンプソン所長（声：富田耕生）：バッド・ウイドム (Bud Widom)
- ファーガソン：ウイリアム・ロス (William Ross)
- ハンス・ハルパーソン博士：テッド・ガンサー (Ted Gunther)
- マーチン大尉：ロバート・ダンハム (Robert Dunham)
- カーティス中尉：ダビッド・ヨーストン (David Yorston)
- モリス中尉：ジャック・モリス (Jack Morris)
- 医者：ストロング・イリマイテイ (Strong Ilimaiti)
- 技師：エンバー・アルテンバイ (Enver Altenbay)
- 技師：ユージン・ヴィンス (Eugene Vince)
- ロケット操縦士：カール・ベングス (Carl Bengs)
- スコット中尉：トム・スコット (Tom Scott)
- 看護婦：リンダ・ミラー[8] (Linda Miller)
- 看護婦：キャシー・ホーラン (Kathy Horan)
- 看護婦：リンダ・マルソン (Linda Malson)
- 看護婦：スーザン・スケルジック (Susan Skersick)
- 看護婦：リンダ・ハウゼスティ (Linda Hardisty)
- 看護婦：パトリシア・エリオット (Patricia Elliott)

以下ノンクレジット
- マイケル：リチャード・ハイランド
- コルディエ：ゲーリー・ランドルフ
- 技師：ドン・プランテ
- 看護婦：ヘレン・カークパトリック
- 軍曹：トム・コンラッド
- 長官：リーン・フレデリクソン
- 技師：ガンサー・グレーブ
- 患者：クラレンス・ハワード
- 戦闘員：ハンス・ジョーグシーバーガー
- 戦闘員：ボブ・モリス
- 将校：デヴィッド・セントマン
- バーネット：アーサー・スターク
- 技師：ジョージ・ウルフ
- 医務室職員：サベル・ジャミール
- 医務室職員：アブド・アパナイ
- 日本語版協力：テアトル・エコー

制作主任の阿部征司は、本作のアフレコをテアトル・エコーに依頼したことが縁となり、以降の『仮面ライダー』など自身の参加作品でテアトル・エコーの俳優を起用している。

## 漫画
まんが王 1969年新年号付録　作画：井上智、成田マキホ

## ネット配信
- YouTube「toei xstream theater」で、2022年4月22日から同年同月29日まで無料配信が行われた。